# Helige profeten Elias kyrka, Sremska Kamenica
Helige profeten Elias kyrka (serbisk kyrilliska: Црква Светог пророка Илије; latinska: Crkva Sv. proroka Ilije) är en serbisk-ortodox kyrkobyggnad belägen i småstaden Sremska Kamenica, i staden Novi Sad i provinsen Vojvodina, i norra Serbien.
Kyrkan är helgad åt den israelitiske profeten Elia och tillhör Srems stift.

## Historik
Helige profeten Elias kyrka i Sremska Kamenica började byggas år 2005 och invigdes den 14 juni 2020.

## Bilder

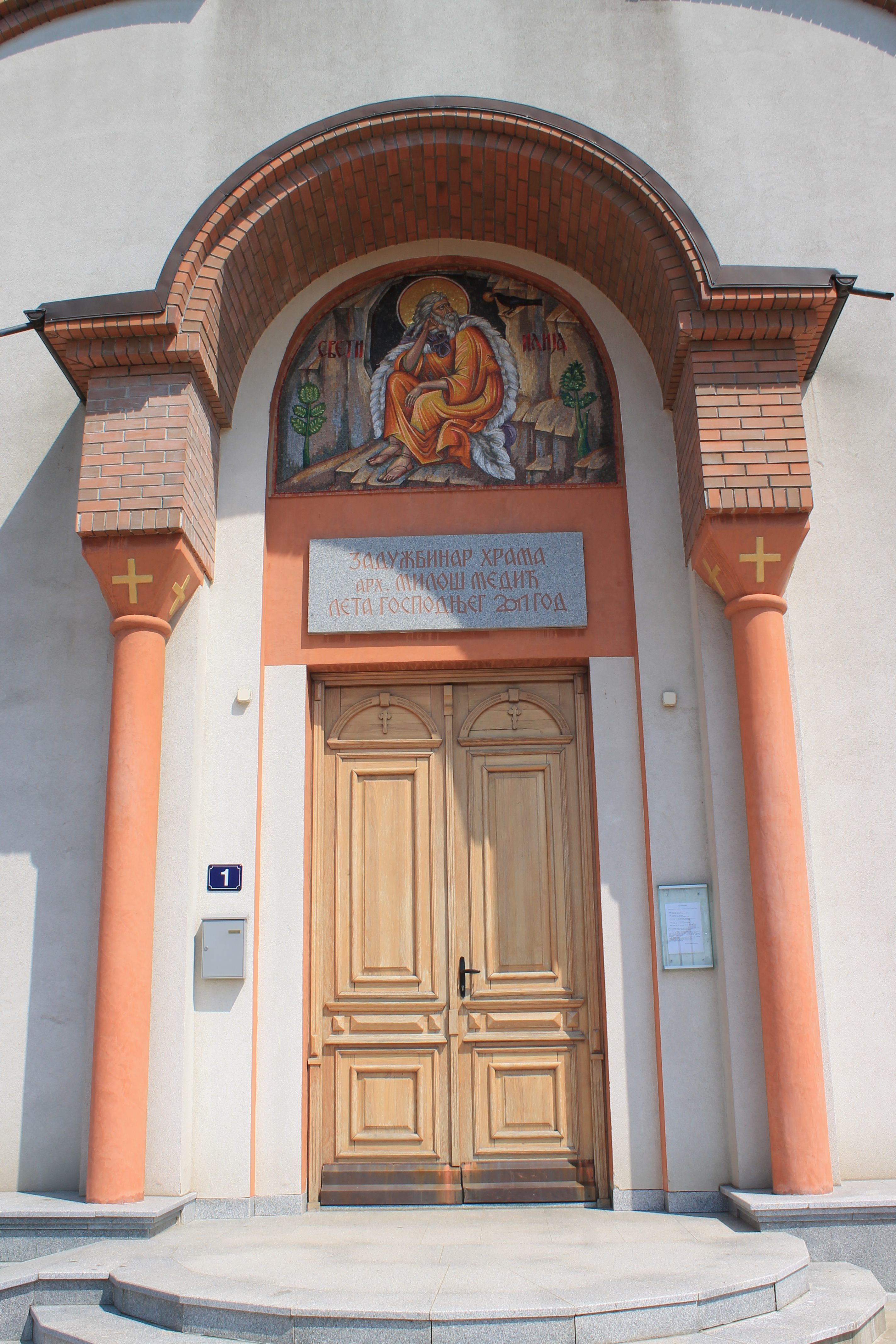
Entrén.
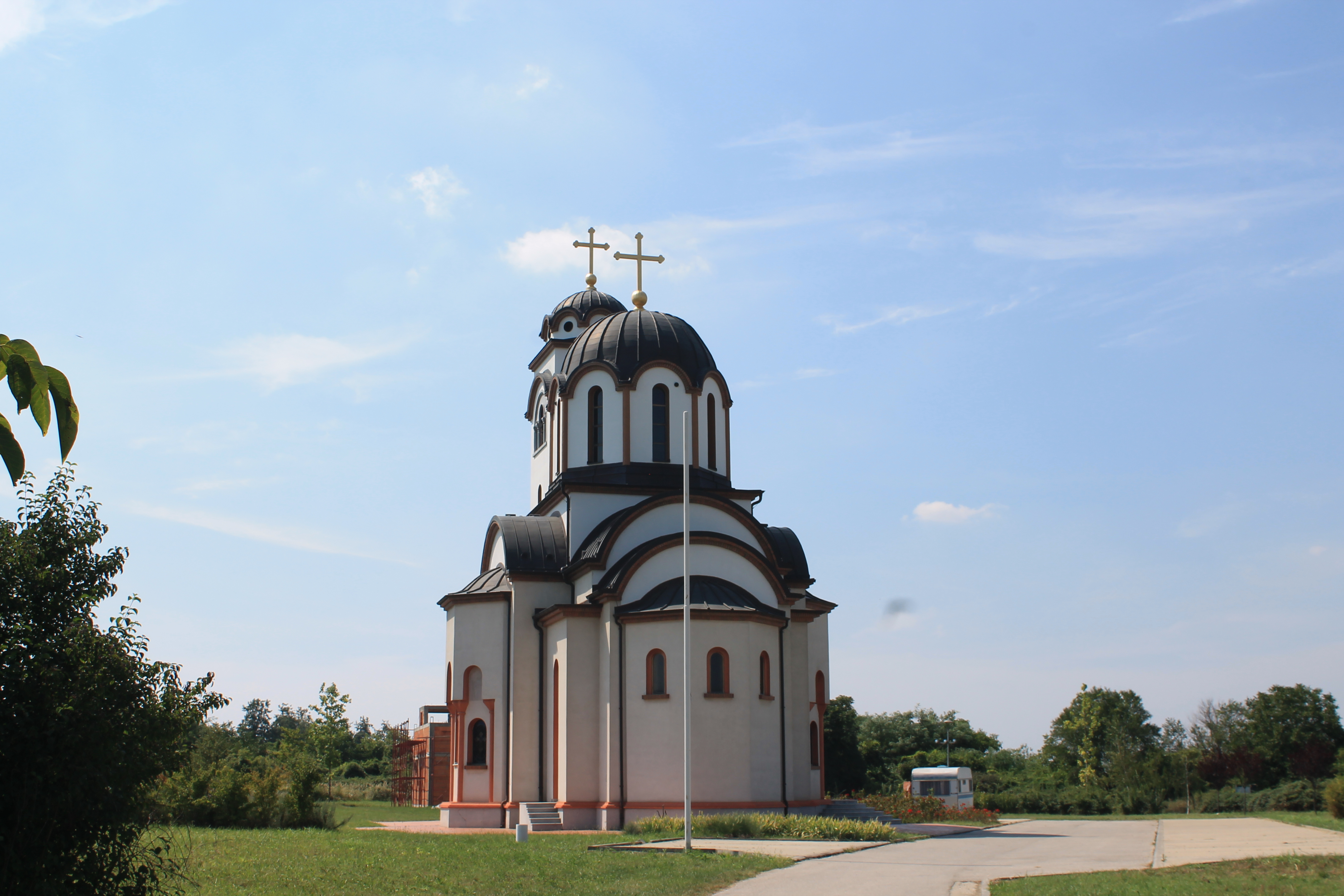
Baksidan och absiden.